# Ophiocamax
Famille
Genre
Ophiocamax est un genre d'ophiures, le seul de la famille des Ophiocamacidae.

## Liste d'espèces
Selon World Register of Marine Species (28 février 2019) :
- Ophiocamax applicatus Koehler, 1922
- Ophiocamax austera Verrill, 1899
- Ophiocamax brevicetra Baker, 1974
- Ophiocamax dominans Koehler, 1906
- Ophiocamax dorotheae Thuy, 2013 †
- Ophiocamax drygalskii Hertz, 1927
- Ophiocamax fasciculata Lyman, 1883
- Ophiocamax gigas Koehler, 1900
- Ophiocamax hystrix Lyman, 1878
- Ophiocamax nominata (Koehler, 1930)
- Ophiocamax patersoni Martynov & Litvinova, 2008
- Ophiocamax ventosa Jagt & al., 2014 †
- Ophiocamax vitrea Lyman, 1878

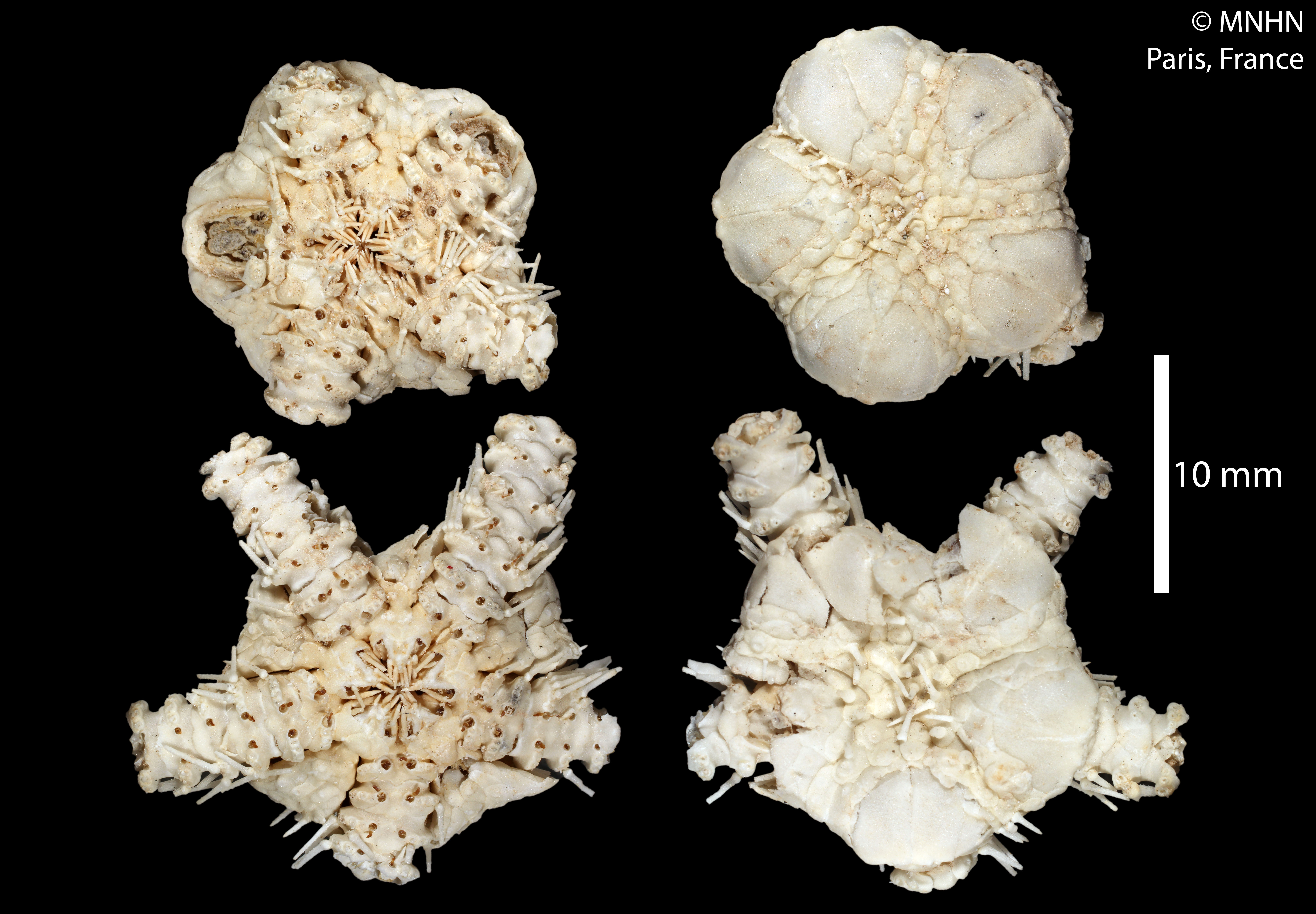
Ophiocamax dominans
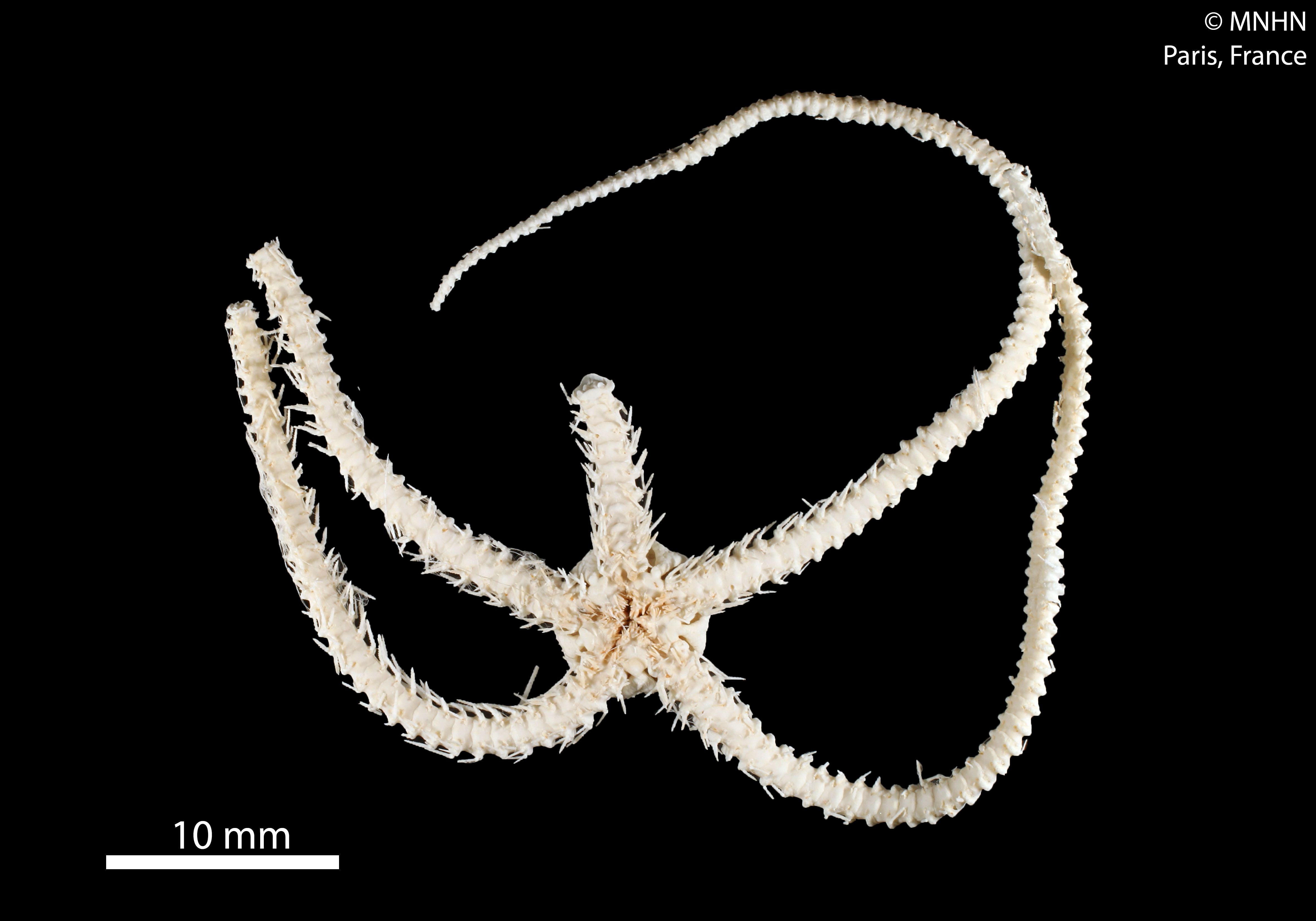
Ophiocamax fasciculata (face orale)
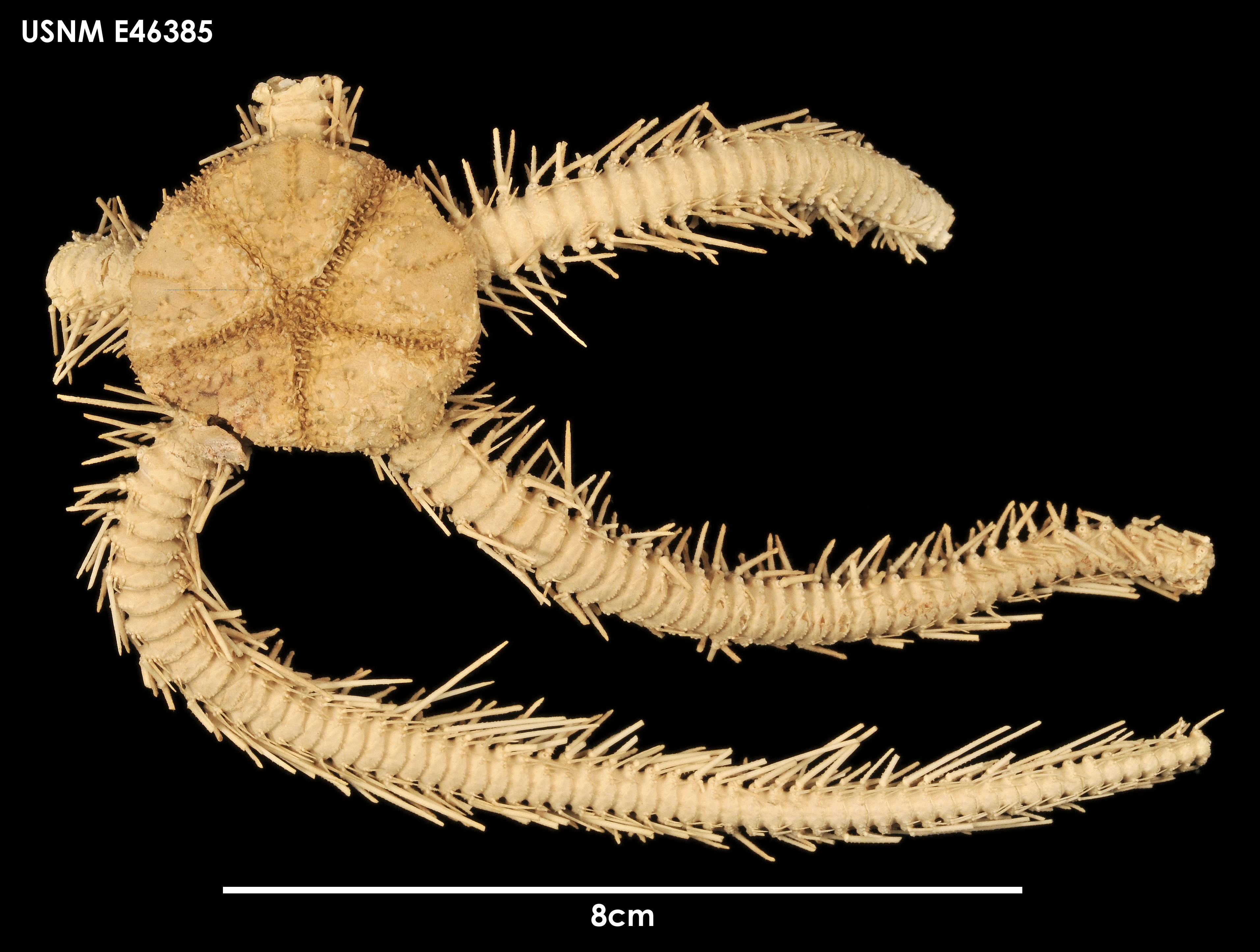
Ophiocamax gigas
Ophiocamax nominata